# Cheumatopsyche albofasciata
Cheumatopsyche albofasciata là một loài Trichoptera trong họ Hydropsychidae. Chúng phân bố ở miền Cổ bắc.